# Harry Trumpold
Harry Trumpold (* 23. Juli 1928 in Chemnitz; † 18. November 2012) war ein deutscher Ingenieurwissenschaftler, Hochschullehrer und Volkskammerabgeordneter.

## Leben
Trumpold, Sohn eines Arbeiters, besuchte die Volks- und Oberschule. Er legte sein Abitur am heutigen Georgius-Agricola-Gymnasium in Chemnitz ab. Zum Ende des Zweiten Weltkriegs musste er noch Kriegsdienst leisten und war in kurzer Gefangenschaft. 
Er wurde 1945 Mitglied des Freien Deutschen Gewerkschaftsbundes (FDGB) und 1948 der Liberal-Demokratischen Partei Deutschlands (LDPD). Von 1948 bis 1952 studierte er Maschinenbau mit einer Vertiefung auf Fertigungsmesstechnik und promovierte 1957 an der Fakultät für Technologie der Technischen Hochschule Dresden zur Thematik Untersuchung der Herstellungsverfahren von Oberflächenabdrücken und Oberflächennormalen zum Dr.-Ing. Die Habilitation zur Thematik Kritische Betrachtungen über die Messung, Herstellung und Anwendung von Winkelendmaßen folgte 1964. 
Im Herbst 1956 erhielt er an der Hochschule für Maschinenbau Karl-Marx-Stadt einen Lehrauftrag für eine Vorlesung zum Austauschbau; ein Jahr später gründete er dort das Institut für Messtechnik und Austauschbau (das heutige Institut für Fertigungsmesstechnik und Qualitätssicherung der TU Chemnitz). Die Leitung des Instituts hatte er als Professor bis Mitte 1994 inne. Von 1963 bis 1968 bekleidete er das Amt des Prorektors für wissenschaftlichen Nachwuchs der Hochschule; von 1971 bis 1974 war er Dekan der Fakultät Ingenieurwissenschaften bzw. Maschineningenieurwesen.
Trumpold gehörte als Mitglied der LDPD-Fraktion von 1963 bis 1990 von der 4. bis zur 9. Wahlperiode der Volkskammer der DDR an. Er war zudem ab Februar 1969 Vorsitzender des Bezirksausschusses der Nationalen Front Karl-Marx-Stadt. 

## Auszeichnungen
- 1962 Ehrentitel „Verdienter Techniker des Volkes“
- 1969 Vaterländischer Verdienstorden in Bronze und 1975 in Silber[4]
- 1986 Ehrendoktortitel der TU Dresden[5]
- 1987 Ehrentitel „Verdienter Hochschullehrer der DDR“